# 项承晖
项承晖（713年—740年），字永晖，齐州人，唐朝官员。

## 生平
项承晖自称是项羽的后裔。父亲赠使持节临淮诸军事，临淮郡太守。兄弟游击将军、守左威卫翊府中郎将项谟。唐玄宗授他为右威卫左中候。开元二十八年（740年）在长安去世，享年二十八岁。嫡子项重阳、项重明幼小，他的犹子项重昌主丧。

## 姐姐
项贵妃，项承晖姐，某公主生母，墓志称项承晖为“贵妃之令弟，公主之季舅”。墓志所记时间为天宝十载（751年）十一月初五日，时杨氏为贵妃。有研究者指出，此处贵妃可能是妃嫔的泛指，可解释为“尊贵的皇妃”:275。